# Leucania opalisans
Leucania opalisans är en fjärilsart som beskrevs av Max Wilhelm Karl Draudt 1924. Leucania opalisans ingår i släktet Leucania och familjen nattflyn. Inga underarter finns listade i Catalogue of Life.